# 愛とは強いもの
「愛とは強いもの」（Right Back Where We Started From）は、英国のR&B歌手、マキシン・ナイチンゲールが1975年に発表した楽曲。世界各国で大ヒットとなった。

## 概要

### 背景
マキシン・ナイチンゲールは1969年から長期間、舞台役者としてウェスト・エンド・シアターで興行されるミュージカル『ヘアー』に出演し、またはシーラ役の代役などを務めていた。その後西ドイツに移り、当地での『ヘアー』の公演にも出たり、『ジーザス・クライスト・スーパースター』に出演したりした。西ドイツで、やはり『ヘアー』に出演していた日本人の俳優の寺田稔（寺田は「Minoru Terada Domberger」と名乗っていた）と出会い、寺田と結婚。1973年に娘、Langka Veva
を産んだ。
一家はロンドンに戻り、ナイチンゲールはクリストファー・ハンプトン作の『Savages』に出たあと、それを機に役者をやめた。「セッション・シンガーの仕事をやり始めたの。仕事はそんなに多くはなかったんだけど、子供を寝かしつけたあと夜に出かければよかったので楽だった」と彼女は述べている。
アル・マシューズの「Fool」のレコーディングに参加しているときだった。プロデューサーのピエール・タブスはナイチンゲールの声に強く惹かれるものを感じ、歌手のJ・ヴィンセント・エドワーズにナイチンゲール用の曲を共作しようと呼びかけた。エドワーズは彼女とは『ヘアー』の共演者同士であった。二人は、出産間近のタブの妻を見舞うためチャリング・クロス病院へ向かって車を飛ばす7分の間に「愛とは強いもの」を書き上げた。エドワーズが数年前に書いた曲を土台にして作られたが、ノズモ・キング&ザ・ジャヴェルズが1974年に発表した「Goodbye, Nothing to Say」によく似ていることが指摘されている。「Goodbye, Nothing to Say」はスティーヴン・ジェムソン（ノズモ・キングの本来の名前）とマーシャル・ドクトレスによって書かれ、全英シングルチャートで26位を記録している。
翌日、エドワーズ自身が歌ったデモテープが作られる。エドワーズはナイチンゲールに仮名という条件で歌うことを求めた。ナイチンゲールはそれを拒んだが、やがて彼女の曲としてレコーディングが行われることが決まった。

### レコーディングとリリース

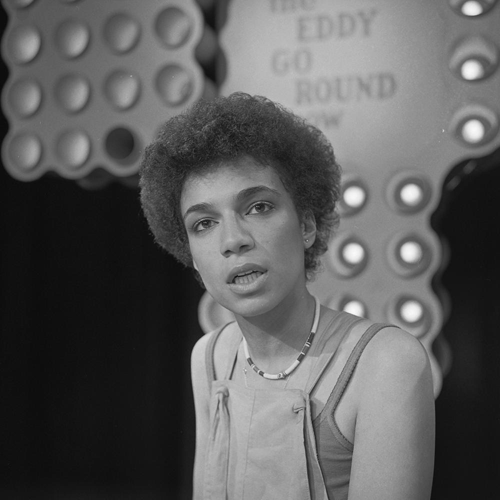
マキシン・ナイチンゲール（1976年、オランダ）

「愛とは強いもの」はソーホーの近くのデンマーク・ストリートにあったセントラル・サウンド・スタジオのデモ用のスタジオで制作された。レコーディングにはベーシストのマイク・デ・アルバカーキ（元エレクトリック・ライト・オーケストラ）、ヴァオリニストのウィルフレッド・ギブソン（同左）、キーボディストのデイヴ・ロウベリー（元アニマルズ）、ドラマーのピート・キルヒャーらが集められ、プロデューサーはタブスが務め、エドワースは彼の助手を務めた。ストリングスの編曲はギブソンが担当した。ナイチンゲールはのちに『ローリング・ストーン』のインタビューで、ハンドクラッピングをことさら強調したり、叩きつけるようにキーボードを弾かせたりするタブスのやり方が好きになれなかったと答えている。また、普段慣れているキーより高いキーで歌わされたのも辛かったという。
デモとして作られたはずだったが、タブスはテープをそのままユナイテッド・アーティスツ・レコードに持って行き、レコ―ディングから2週間も経たない1975年9月26日にシングルとして発売された。
同年11月29日付の全英シングルチャートで8位を記録し、アメリカでは1976年5月1日から8日にかけて2週連続でビルボード・Hot 100の2位、ビルボードのイージーリスニングチャートの5位、キャッシュボックスの1位を記録した。カナダは5位、オーストラリアは4位、ニュージーランドは6位、フランスは10位、オランダは3位、ベルギーは2位、西ドイツは38位、スウェーデンは9位を記録するなど、世界各国で大ヒットとなった。

## 映画での使用
1977年公開の映画『スラップ・ショット』の様々な場面でテーマソング的に挿入された。なお『スラップ・ショット』で使用された楽曲は権利関係がクリアできず、VHS版は別の曲に差し替えられていた。2002年にDVDが発売されて、ようやくオリジナルのサウンドトラックに戻された。
『Fカップの憂うつ』（1998年）、『ハロルド・スミスに何が起こったか?』（1999年）、『スタスキー&ハッチ』（2004年）、『ヘレンとフランクと18人の子供たち』（2005年）、『幸せのポートレート』（2005年）、『ロード・トリップ パパは誰にも止められない!』（2008年）などの映画で使用された。

## カバー・バージョン
- セリー・キャンペロ - 1976年のアルバム『Celly Campello』に収録。ポルトガル語詞。タイトルは「Vamos Começar Tudo Outra Vez」。
- シニータ - 1989年のシングル。イギリスで4位、アイルランドで5位、ニュージーランドで2位、オーストラリアで7位、フィンランドで7位、スペインで17位、アメリカで84位を記録した。邦題は「あの日にゲット・ライト・バック」。
- マルシア - 2006年のアルバム『Discothèque』に収録。
- レネ・フロガー - 2010年のアルバム『Hollands Glorie』に収録。